# Tropidophis haetianus
Tropidophis haetianus là một loài rắn trong họ Tropidophiidae. Loài này được Cope mô tả khoa học đầu tiên năm 1879.